# Football aux Jeux olympiques de 1896
Navigation
Paris 1900
Le Comité international olympique ne reconnaît pas l'existence d'un tournoi officiel de football aux Jeux olympiques de 1896. Cependant, la question de l'organisation du tournoi de football a été directement posée lors d'une réunion du CIO tenue en novembre 1894 pour fixer le programme des Jeux de 1896. Le tournoi de football (orthographié "foot-ball" sur le Bulletin officiel du Comité international des Jeux olympiques) était initialement prévu, mais, devant le manque probable d'équipes participantes, il a finalement été retiré du programme. 
Pourtant, diverses sources non officielles évoquent un tournoi de football[Lesquelles ?] qui aurait été disputé « officieusement » ou comme « sport de démonstration » pendant les Jeux olympiques. Ainsi, David Goldblatt, dans L'encyclopédie mondiale du football, affirme que le football est disputé comme un sport de démonstration en 1896, mais les archives ayant disparu au CIO, cela ne peut être confirmé. D'autres sources parlent d'un tournoi « officieux » sans toutefois en préciser la nature. Néanmoins, la majorité des ouvrages consacrés aux Jeux olympiques de 1896 n'évoquent effectivement pas de compétition de football.
Le tournoi qui aurait été disputé à Athènes pendant les Jeux olympiques impliquait trois équipes : une danoise et deux grecques correspondant aux équipes locales d'Athènes et de Smyrne (aujourd'hui Izmir).

## Sources
- Pierre Arrighi, Trois naissances du championnat du monde de football, Paris, Book on demand, octobre 2022, 432 p. (ISBN 978-2-3224-5891-2)
- Michaël Attali (dir.), Une histoire globale des sports olympiques, Paris, Atlande, mars 2024, 715 p. (ISBN 978-2-35030-947-7), « Le football. Adhésion et autonomie d'un sport olympique (1900-2024) », p. 241-265